# Pirata nanatus
Pirata nanatus är en spindelart som beskrevs av Willis J. Gertsch 1940. Pirata nanatus ingår i släktet Pirata och familjen vargspindlar. Inga underarter finns listade i Catalogue of Life.